# Rally Cycling/Saison 2018
Dieser Artikel listet Erfolge und Fahrer des Radsportteams Rally Cycling in der Saison 2018 auf.

## Erfolge in der UCI America Tour
In den Rennen der Saison 2018 der UCI America Tour gelangen die nachstehenden Erfolge.
| Datum         | Rennen                         | Kat. | Fahrer      |
| ------------- | ------------------------------ | ---- | ----------- |
| 18.–22. April | Gesamtwertung Tour of the Gila | 2.2  | Rob Britton |
| 8. Juli       | White Sport / Delta Road Race  | 1.2  | Adam de Vos |

## Erfolge in der UCI Asia Tour
In den Rennen der Saison 2018 der UCI Asia Tour gelangen die nachstehenden Erfolge.
| Datum    | Rennen                     | Kat. | Fahrer      |
| -------- | -------------------------- | ---- | ----------- |
| 20. März | 3. Etappe Tour de Langkawi | 2.HC | Adam de Vos |

## Erfolge in der UCI Europe Tour
In den Rennen der Saison 2018 der UCI Europe Tour gelangen die nachstehenden Erfolge.
| Datum      | Rennen                          | Kat. | Fahrer      |
| ---------- | ------------------------------- | ---- | ----------- |
| 17. August | 2. Etappe Arctic Race of Norway | 2.HC | Colin Joyce |

## Mannschaft
| Teamkader 2018          | Teamkader 2018     | Teamkader 2018     | Teamkader 2018                       |
| Name                    | Geburtsdatum       | Land               | Vorheriges Team                      |
| ----------------------- | ------------------ | ------------------ | ------------------------------------ |
| Ryan Anderson           | 22. Juli 1987      | Kanada             | Direct Énergie (2017)                |
| Rob Britton             | 22. September 1984 | Kanada             | SmartStop (2015)                     |
| Robin Carpenter         | 20. Juni 1992      | Vereinigte Staaten | Holowesko Citadel Racing Team (2017) |
| Nigel Ellsay            | 30. April 1994     | Kanada             | Silber Pro Cycling (2017)            |
| Evan Huffman            | 7. Januar 1990     | Vereinigte Staaten | SmartStop (2015)                     |
| Tyler Magner            | 3. Mai 1991        | Vereinigte Staaten | Holowesko Citadel Racing Team (2017) |
| Kyle Murphy             | 5. Oktober 1991    | Vereinigte Staaten | Cylance (2017)                       |
| Jesse Anthony           | 12. Juni 1985      | Vereinigte Staaten | Team Type 1 (2009)                   |
| Matteo Dal-Cin          | 14. Januar 1991    | Kanada             | Silber Pro Cycling (2016)            |
| Adam de Vos             | 21. Oktober 1993   | Kanada             | H&R Block (2015)                     |
| Brad Huff               | 5. Februar 1979    | Vereinigte Staaten | Jelly Belly-Kenda (2013)             |
| Colin Joyce             | 6. August 1994     | Vereinigte Staaten | Axeon-Hagens Berman (2016)           |
| Brandon McNulty         | 2. April 1998      | Vereinigte Staaten | LUX Junior Cycling (2016)            |
| Emerson Oronte          | 29. Januar 1990    | Vereinigte Staaten |                                      |
| Danny Pate              | 23. März 1979      | Vereinigte Staaten | Team Sky (2015)                      |
| Eric Young              | 26. Februar 1989   | Vereinigte Staaten | Bissell (2012)                       |
|                         |                    |                    |                                      |
| Quelle: ProCyclingStats |                    |                    |                                      |